# Сунеторі
Сунеторі (рум. Sunători) — село у повіті Сучава в Румунії. Входить до складу комуни Дорна-Арінь.
Село розташоване на відстані 331 км на північ від Бухареста, 65 км на південний захід від Сучави.

## Населення
За даними перепису населення 2002 року у селі проживали 263 особи, усі — румуни. Усі жителі села рідною мовою назвали румунську.